# マーク・チネリー
マーク・チネリー（Mark Chinnery、1969年6月8日 - ）は、オーストラリア出身の俳優。稲川素子事務所所属。ジュネス企画所属。

## 来歴・人物
特技は日本語、乗馬、ラグビー、マラソン、柔道。東京都在住。
「奇跡体験!アンビリバボー」「ザ!世界仰天ニュース」などの再現ドラマでは多く主演を務めている。

## 出演作品

### テレビドラマ
- こだわりナビ（テレビ朝日、2017年4月〜レギュラー）
- 弟
- 仮面ライダー鎧武/ガイム
- 監査法人
- 地獄の沙汰もヨメ次第（弁護士）
- 執事喫茶にお帰りなさいませ
- 獣拳戦隊ゲキレンジャー
- 末っ子長男姉三人
- セカンドバージン
- 大河ドラマ
  - 篤姫（ジョン・ニール）
  - 八重の桜（ホレイス・テイラー）
  - 花燃ゆ（サミュエル・ウィリアムズ）
- チャンス
- 電車男（パトリック・スウェイジ）
- トップキャスター（ニック）
- 花より男子（SP）
- パパとムスメの7日間（ビジネスマン）
- ビギナー
- 百年の恋
- 復讐するは我にあり
- 不毛地帯
- 僕だけのマドンナ
- モンスターペアレント（ビジネスマン）
- 夢で逢いましょう
- 星新一ミステリーSP「程度の問題」（ジョージ）

### 映画
- ゼロの焦点
- 花より男子F（SP）
- 私は貝になりたい
- 長髪大怪獣ゲハラ（2009年）
- テルマエ・ロマエ（ローマ兵）
- 飛べ!ダコタ（ブラッドリー少佐）
- 地球防衛未亡人（オズマ大統領の声）

### テレビアニメ
- 名探偵コナン ホームズの黙示録（2011年、通行人、刑事、警備員、門番）

### バラエティ
- 学校へ行こう!
- 行列のできる法律相談所
- 人生が変わる1分間の深イイ話
- SmaSTATION!!
- 中居正広の金曜日のスマたちへ
- 発掘!あるある大事典
- ひみつの嵐ちゃん!
- 森田一義アワー 笑っていいとも!
- 火曜サプライズ（SURPRISE AND THE CITY）
- 地球の最先端をスクープ!SCOOPER
- ネプ&イモトの世界番付 - G20 オーストラリア代表
- エビ中★グローバル化計画

### CM
- 明治 キシリッシュ
- 資生堂
- 日産
- No TV but TBS
- ライザップ